# Васильковский, Василий
Василий Васильковский (1778—1813) — русский военный полковой священник.
Первый в истории православного духовенства военный священник, награждённый орденом Святого Георгия.

## Биография
Родился в 1778 году в провинциальном городке Севске Белгородской губернии. В год его рождения в Севске была открыта духовная семинария, где он обучался. По окончании семинарии в 1804 году, Васильковский женился и был определён иереем в Ильинскую церковь города Сумы. Вскоре он овдовел и с малолетним сыном Симеоном перебрался в Старохарьковский монастырь.
В июле 1810 года был назначен священником 19-го егерского полка. В Отечественную войну 1812 года 19-й егерский полк принимал участие практически во всех крупных сражениях с неприятелем, которые вела 1-я Западная армия, куда входил полк — в том числе в сражениях под Витебском и при Бородине.
Командир 24-й пехотной пехотной дивизии генерал-майор Лихачев в своём обращении к члену Святейшего Синода обер-священнику армии и флота протоиерею И. С. Державину писал о Васильковском:

«Во вверенной мне дивизии 19-го Егерского полка священник Василий Васильковский во время бывшего 15 июля 1812 г. близ города Витебска сражения по искреннему его усердию находился при начале оного впереди с крестом, благословил полк, потом в самом жарком огне, поощряя всех на побеждение неприятеля, и исповедовал тяжело раненых, где от рекошета ядра землею в левую щеку получил рану, но и с оною находился ещё в сражении, пока вторично получил в крест, бывший у него на груди, удар пулею и от оной сильную в грудь контузию; я долгом поставляю о таковой отличности священника Васильковского сообщить Вашему высокопреподобию и просить покорнейше за ревность его к вере и пользе Монаршей о исходатайствовании пристойного награждения, которого он по всей справедливости заслуживает».

Вскоре Васильковский был удостоен фиолетовой камилавки.
После сражения под Малоярославцем в своей докладной записке к Кутузову генерал Дохтуров ходатайствовал о награждении Васильковского:

«Священник Васильковский в этом бою все время находился с крестом в руке впереди полка и своими наставлениями и примером мужества поощрял воинов крепко стоять за Веру, Царя и Отечество и мужественно поражать врагов, при чём сам был ранен в голову».

За проявленные в этих сражениях мужество и отвагу священник Василий Васильковский был удостоен чести стать первым в истории России священником, награждённым орденом Св. Георгия Победоносца. Орден 4-го класса был вручён ему 17 марта 1813 года.
О дальнейшей судьбе отца Василия известно, что он вместе со своим полком участвовал в заграничном походе и там скончался от полученных ран, предположительно 24 ноября 1813 года.

## Память
- 5 октября 2014 года в Малоярославце был открыт памятник о. Василию Васильковскому, созданный по инициативе Российского военно-исторического общества народным художником России С. А. Щербаковым.